# Goanța, Mehedinți
Goanța este un sat în comuna Braniștea din județul Mehedinți, Oltenia, România.